# Кубок Наследного принца Катара 2008
Кубок Наследного принца Катара 2008 годов — 14-й розыгрыш Кубка Наследного принца Катара, проходивший с 5 по 17 апреля. В соревновании приняли участие 4 лучшие команды Катара по итогам Лиги звёзд Катара 2007/2008.

## Участники
- Аль-Гарафа : чемпион Лиги звёзд Катара 2007/2008
- Ас-Садд : 2-е место в Лиге звёзд Катара 2007/2008
- Умм-Салаль : 3-е место в Лиге звёзд Катара 2007/2008
- Катар СК : 4-е место в Лиге звёзд Катара 2007/2008

## Детали матчей

### 1/2 финала
| Аль-Гарафа                   | 2 – 1 | Катар СК               |
| ---------------------------- | ----- | ---------------------- |
| Фавзи Башир 20′ · Араужо 60′ |       | Эрик Джемба-Джемба 83′ |

| Ас-Садд          | 1 – 0 | Умм-Салаль |
| ---------------- | ----- | ---------- |
| Эмерсон Шейх 49′ |       |            |

| Умм-Салаль | 0 – 2 | Ас-Садд                              |
| ---------- | ----- | ------------------------------------ |
|            |       | Карлос Тенорио 5′ · Эмерсон Шейх 86′ |

| Катар СК                                                                | 2 – 3 | Аль-Гарафа                        |
| ----------------------------------------------------------------------- | ----- | --------------------------------- |
| Талаль Эль-Каркури 45′ (пен.) · Эрик Джемба-Джемба 70' · Али Карими 87′ |       | Юнис Махмуд 23′, 84′ · Араужо 86′ |

### Финал
| Ас-Садд            | 1 – 0 | Аль-Гарафа |
| ------------------ | ----- | ---------- |
| Карлос Тенорио 83′ |       |            |

| Кубок Наследного принца Катара Победитель 2008 |
| ---------------------------------------------- |
| Ас-Садд 5-й титул                              |